# Lucania (geslacht)
Lucania is een geslacht van straalvinnige vissen uit de familie van killivisjes (Fundulidae). Het geslacht is voor het eerst wetenschappelijk beschreven in 1859 door Girard.

## Soorten
- Lucania goodei Jordan, 1880
- Lucania interioris Hubbs & Miller, 1965
- Lucania parva (Baird & Girard, 1855)